# Christian Rozeboom
Christian Rozeboom (Sioux Center, 30 gennaio 1997) è un giocatore di football americano statunitense che milita nel ruolo di linebacker per i Los Angeles Rams della National Football League (NFL).

## Carriera

### Los Angeles Rams
Rozeboom firmò con i Los Angeles Rams dopo non essere stato scelto nel Draft NFL 2020. Fu svincolato il 5 settembre 2020 e rifirmò il giorno successivo con la squadra di allenamento. Il 18 gennaio 2021 firmò un nuovo contratto con i Rams. Fu svincolato il 31 agosto 2021 alla fine del training camp.

### Kansas City Chiefs
Rozeboom firmò con la squadra di allenamento dei Kansas City Chiefs il 1º settembre 2021. Fu promosso nel roster attivo il 24 ottobre 2021, per la gara della settimana 7 contro i Tennessee Titans e fece il suo debutto nella NFL giocando principalmente negli special team. Nella partita fece registrare un tackle.

### Los Angeles Rams
Il 2 novembre 2021, Rozeboom rifirmò con i Los Angeles Rams. Concluse la stagione regolare con 10 presenze, una con i Chiefs e nove con i Rams. Il 13 febbraio 2022 scese in campo da subentrato nel Super Bowl LVI dove i Rams batterono i Cincinnati Bengals 23-20.

## Palmarès
- Super Bowl : 1

Los Angeles Rams: LVI
- National Football Conference Championship: 1

Los Angeles Rams: 2021